# Arno Cost
Vadim Arnaud Constantin, conocido por su nombre artístico Arno Cost, es un músico, productor y DJ francés de música electrónica.

## Biografía
Su talento provino a través de sus padres en exponerlo a la música desde una edad temprana, y como tantos otros artistas comenzó su carrera en 1999 creando su propia música en su propia casa.
Su música se inspira en los géneros musicales como la música pop, italo disco, y en el French house. Sus artistas más influyentes fueron los franceses Daft Punk, Benjamin Diamond, Alan Braxe y en los contemporáneos Stuart Price, Axwell, Lifelike y Eric Prydz.
Su primer trabajo fue "Let U Go" y fue lanzado en 2006 por el sello Serial Records, producido junto a sus amigos Norman Doray y Pierre de la Touche bajo el alias "The Freshmakers" logró permanece seis semanas consecutivas en el número 1 de la radio francesa FG DJ Radio. Más tarde remezclaría “Under the Fuse of Love” para el dúo francés Geyster, con el que alcanzó la segunda posición en el UK Club Charts durante varias semanas.
Pero definitivamente alcanzaría un renombre en la escena gracias su trabajo del 2007, “Magenta” compuesta junto a Arias. Esta producción fue remezclado por el inglés Dave Spoon y obtuvo el apoyo de algunos de los mejores DJ del mundo, incluyendo a Pete Tong, Tom Novy, Steve Angello y Sebastian Ingrosso. En este tiempo empieza a ser requerido por reconocidos artistas de la escena David Vendetta, Antoine Clamaran, David Guetta, Laidback Luke, y Dirty South.
A fines de 2007, crea "Apocalypse", una coproducción junto a su amigo Norman Doray. Fue remezclado por el francés Sébastien Léger y obtuvo buena recepción en las pistas de baile.
En 2008, regresó al estudio y produjo el título “Golden Walls” con el DJ sueco John Dahlbäck, así como sus producciones propias “Souvenir” y “Darling Harbour”. Con Norman Doray, Arno remezclado tres sellos europeos de música electrónica como Ministry of Sound, Cr2 y Joia. Su título Darling Harbour, lanzado a finales de 2008.
A modo de reconocimiento, en 2009 es llamado para mezclar un recopilatorio para el Club FG que es toda una institución en la música de baile francesa. Sus anteriores padrinos de este disco fueron David Guetta en el 2008 y Antoine Clamaran en el 2007.
En abril de 2009, lanzó “Cyan”, siempre en la dirección de sus anteriores tracks. Fue en esta ocasión que él dirigirá su primer videoclip.
En 2011 lanza “The Days to Come” por Atlantic Records, producido con su compañero parisino Arias.  Arno entregó otra visión de la música enfocado en su apreciación perspicaz de la melodía y su habilidad innata para tomar el control de la pista de baile, recibiendo halagos de artistas de la talla de Pete Tong y David Guetta por igual. "Lise" fue lanzado por Refune, el sello de  Sebastian Ingrosso. En este mismo año, fue convocado para remezclar el exitoso sencillo Titanium para David Guetta y Ready 2 Go para Martin Solveig.
En 2012, se une con el dueño del prestigioso sello Mixmash Records, el holandés Laidback Luke, y su amigo Norman Doray para lanzar “Trilogy”.

## Discografía

### Sencillos
- 2005: Arno Cost - Everywhere (Discogalaxy Records)
- 2006: Arno Cost feat. Distorded - Forever (Pool e Music)
- 2006: Arno Cost pres. The Freshmakers - Let U Go (Serial)
- 2006: Arno Cost pres. BB Law feat. The HenchMen - Women (D-Tracks)
- 2006: Arno Cost & Arias - Magenta (Serial/Cr2 Records/Kontor/Airplay)
- 2007: Arno Cost - Night Feelings (Serial)
- 2007: Arno Cost & Norman Doray - Apocalypse (Serial/Cr2 Records/Kontor/Airplay)
- 2008: Arno Cost - Souvenir (Serial/Cr2 Records/Kontor/Airplay)
- 2008: John Dahlbäck & Arno Cost - Golden Walls (Nero Records)
- 2009: Arno Cost - Darling Harbour (Serial/Cr2 Records)
- 2009: Arno Cost - Cyan (Serial/Cr2 Records/Refune Records)
- 2010: Arno Cost & Martin Solveig feat. Stephy Haik – Touch Me (Serial/Cr2 Records)
- 2011: Arias & Arno Cost Feat. Michael Feiner - The Days To Come (Big Beat/Atlantic)
- 2011: Arno Cost - Lise (Refune Records)
- 2011: Arno Cost - Bymo
- 2012: Laidback Luke, Arno Cost & Norman Doray - Trilogy (Mixmash Records)
- 2012: Arno Cost - Lifetime (Spinnin' Records)
- 2013: Arno Cost - Head Up (Size Records)
- 2013: Arno Cost & Greg Cerrone - Nightventure (Size Records)
- 2014: Arno Cost & Norman Doray feat. Dev - Darkest Days (Apocalypse 2014) (Spinnin' Records)
- 2014: Arno Cost & Norman Doray - Strong (Size Records)
- 2015: Arno Cost & Arias – At Night (Free Download)
- 2015: Arno Cost & Norman Doray - Rising Love Ft. Mike Taylor (Thrilling Music)
- 2015: Arno Cost feat. James Newman - Coming Home (Armada Music)
- 2015: Arno Cost feat. Chris Holsten - Waiting For You (Protocol Recordings)
- 2015: Arno Cost - Return
- 2016: Arno Cost - Coming Alive EP (Protocol Recordings)
  - Arno Cost - 1000 Suns
  - Arno Cost feat. River - Coming Alive
- 2016: Arno Cost feat. Eric Lumiere - Again (Enhanced Music)
- 2019: Arno Cost & Norman Doray - Together (Positiva/Virgin/EMI)
- 2019: Arno Cost & Norman Doray - Travolta (STMPD RCRDS)
- 2019: Arno Cost - Set Me Free (Norman Doray Recut) (Size Records)
- 2020: Arno Cost & Norman Doray - Darlin' (Positiva/Virgin/EMI)
- 2020: Arno Cost & Norman Doray - One Night (STMPD RCRDS)
- 2021: Arno Cost & Norman Doray - Show Luv (Spinnin' Records)

### Remixes
2006:
- Geyster – Under the Fuse of Love (Arno Cost Remix) - Somekind Records
- Laidback Luke & Marchand Present Highstreets – Don't Let Go (Arno Cost Remix) - Ledge Music)
- Rilod – Thriller (The Freshmakers Remix) - Nice Music
- Da Sushiman – In & Out (The Freshmakers Remix) - Ledge Music
- Mathieu Bouthier & Muttonheads aka Serial Crew – Make Your Own Kind Of Music (The Frenchmakers Remix) - Serial Records

2007:
- Chris Kaeser feat. Rita Campbell – U Must Feel Something (Arno Cost & Distorded Remix) - In & Out
- Sunfreakz – Counting Down the Days (Arno Cost & Norman Doray aka Le Monde Remix) - Pool E Music
- Connected – A feeling World (Arno Cost Remix) - Apollo
- Nicole Otero – Sunshine Song (Arno Cost Remix) - Cr2 Records
- Antoine Clamaran feat. Lulu Hughes – Give Some Love (Arno Cost & Norman Doray aka Le Monde Remix) - Pool E Music
- David Vendetta feat. Rachael Starr – Bleeding Heart (Arno Cost Remix) - Dj Center

2008:
- David Guetta Feat. Tara McDonald – Delirious (Arno Cost & Norman Doray Remix) - Virgin
- Tom De Neef & Laidback Luke – Humanoidz (Norman Doray & Arno Cost Remix) - MixMash Records
- Dirty South – The End (Arno Cost Remix) - Vicious
- The Cube Guys – Baba O'Riley (Norman Doray & Arno Cost Remix) - Ministry/Data
- Zoo Brazil – Kalle (Norman Doray & Arno Cost Remix) - Joia

2009:
- Dirty Laundry – Hate Me (Arno Cost Remix) - EQ
- Michael Feiner – Saturday Night (Arno Cost Remix) - Serial Records
- David Guetta feat. Kelly Rowland – When Love Takes Over (Norman Doray & Arno Cost Remix) - Virgin
- TV Rock ft Rudy & Axwell vs. Modjo – Lady In The Air (Arno Cost & Norman Doray Bootleg)
- Eric Prydz & Steve Angello – Woz Not Noz (Norman Doray & Arno Cost Tribute Remix) - CR2 Records
- Cicada – One Beat Away (Arno Cost Remix) - Critical Mass
- Clearcut Feat. Trix – Fireworks (Arno Cost Remix) - Typecast Records

2010:
- Goldfrapp – Alive (Arno Cost Remix) - Mute Records
- Jared Dietch & Mitch Lj Feat. Polina – Limit Is The Sky (Arno Cost Remix) - Camel Rider Music

2011:
- Martin Solveig – Ready 2 Go (Arno Cost Remix) - Kontor
- Moby – Lie Down In Darkness (Arno Cost Remix) - Little Idiot
- Daft Punk Vs. Stardust – One More Sounds (Arno Cost Rework)
- David Guetta Feat. Sia – Titanium (Arno Cost Remix) - Virgin

2013:
- Burns – Limitless (Arno Cost Remix) - Sony Music

2014:
- Nicky Romero & Anouk - Feet On The Ground (Arno Cost Remix) - Protocol Recordings

2015:
- Denny Berland & Alicia Madison – I Surrender (Arno Cost Remix) - MODA Top